# Karin Boye

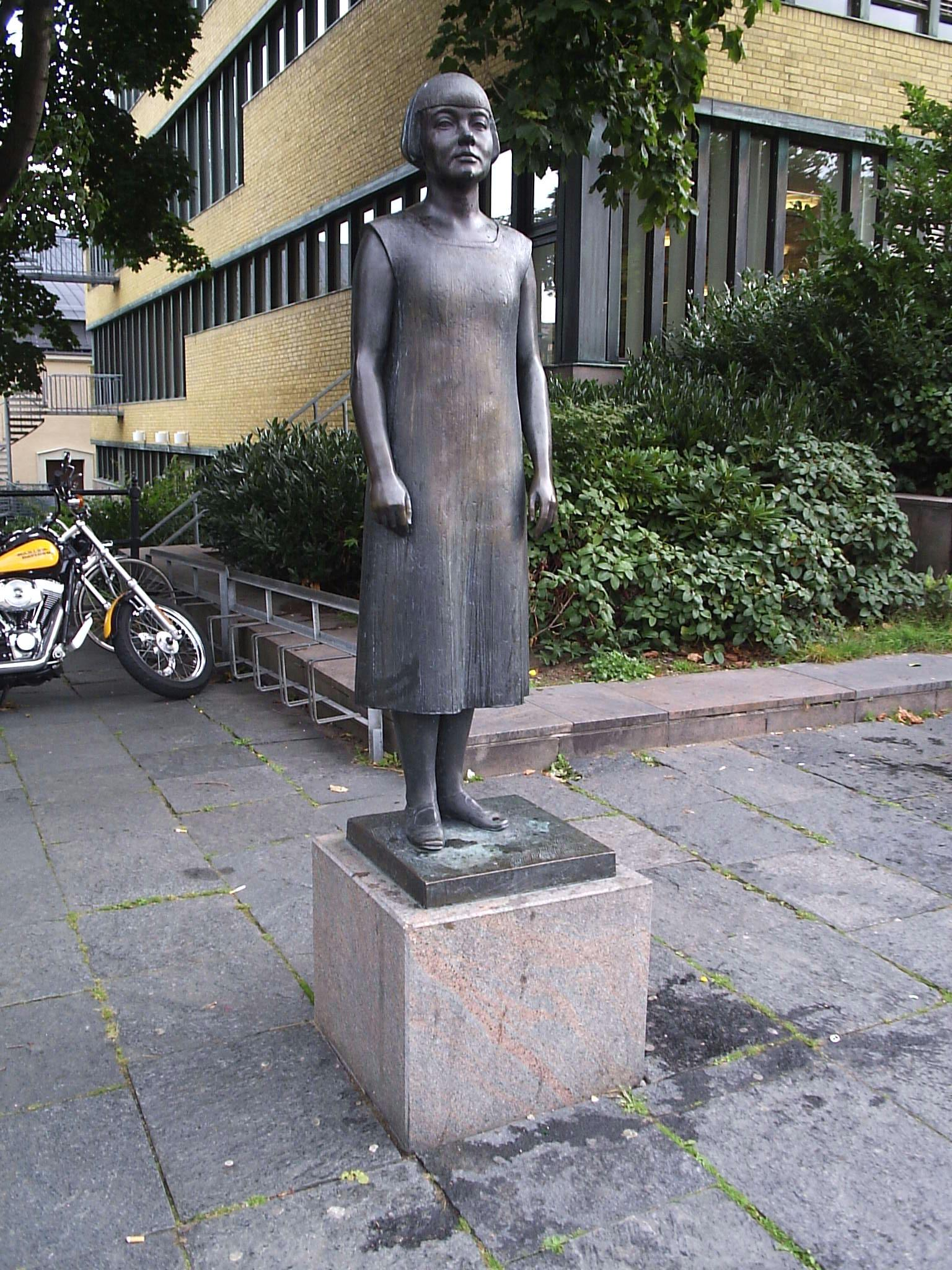
Estatua de Karin Boye, realizada por Peter Linde, delante de la biblioteca municipal de Gotemburgo.

Karin Boye (Gotemburgo, 26 de octubre de 1900-Alingsås, 23 de abril de 1941) fue una poetisa, novelista, ensayista, traductora y feminista políticamente activa de Suecia. Escribió con un estilo modernista y fue más reconocida en Suecia por su poesía e internacionalmente por su novela Kallocaína (1940). Se suicidó en 1941.

## Biografía
Nació en Gotemburgo, Suecia en una familia burguesa y se mudó con su familia a Estocolmo en 1909. Estudió  secundaria en Åhlinska skolan y se involucró en la asociación cristiana estudiantil. Tras graduarse en 1920, empezó sus estudios como profesora en Södra seminariet en Estocolmo. Durante ese periodo, experimentó una crisis personal que la hizo abandonar su fe cristiana y la idea del amor heterosexual. En 1921, empezó a estudiar griego, lenguas nórdicas e historia en la Universidad de Upsala hasta 1926. Durante sus estudios, se involucró en la vida estudiantil y publicó sus primeras dos colecciones de poemas: Moln (Nubes) en 1922 y Gömda land (País oculto) en 1924. Mientras estuvo en Upsala y hasta 1930, Boye fue miembro del grupo socialista Clarté. Perteneció a la institución literaria sueca Samfundet De Nio ("Sociedad de los Nueve") desde 1931.
Entre 1929 y 1934 Boye estuvo casada con otro integrante del grupo Clarté, Leif Björck. En 1932, después de separarse de su esposo, tuvo una relación con Gunnel Bergström, quien dejó a su esposo Gunnar Ekelöf por Boye.
Durante una estancia en Berlín de 1932 a 1933, se abrió a la homosexualidad de una manera más clara. Su matrimonio se disolvió, y cuando regresó a Suecia, estaba, como sus amigos experimentaron, cambiada. Era más elegante, menos interesada en el lado activamente marxista de Clarté y tal vez más vulnerable que antes. Después de un tiempo, invitó a una joven judía alemana, Margot Hanel, a quien había conocido y "seducido" (su propia expresión) en Berlín.A partir de 1934, las dos vivieron juntas hasta la muerte de Boye, en un momento en que la homosexualidad era delito en Suecia,aunque era una atracción que le costaba aceptar , porque parecía exigirle vivir como un hombre.
Boye se suicidó tomando somníferos después de abandonar su casa el 23 de abril de 1941. Según los informes policiales de los Archivos Regionales de Gotemburgo, fue encontrada tendida en una roca en una montaña con vista hacia Alingsås por un granjero que estaba dando un paseo. En el lugar existe hoy un monumento conmemorativo.

## Trayectoria literaria
En 1931, Boye, junto con Erik Mesterton y Josef Riwkin, fundó la revista literaria Spektrum, desde la que introdujeron a T. S. Eliot y los surrealistas a Suecia. Junto con el crítico Erik Mesterton tradujeron La tierra baldía de Eliot. Karin Boye tuvo un importante papel en la traducción de la obra de T. S. Eliot al sueco.
Posiblemente Karin Boye es más conocida por sus poemas, de los cuales los más destacados son Ja visst gör det ont (Por supuesto que duele) e I rörelse (En movimiento) de su colección Härdarna (Los hornos) de 1927, y För trädets skull (Por el árbol) de 1935.
Su novela Kris (La crisis) muestra su crisis religiosa, su lesbianismo y bisexualidad. En sus novelas Merit vaknar (El despertar de los méritos) y För lite (Muy poco) explora el juego de roles masculinos y femeninos.
Fuera de Suecia, su obra más conocida probablemente sea la novela Kallocaína (1940). Inspirada en el apogeo del nacional-socialismo en Alemania, es un retrato de una sociedad distópica del mismo tenor que la novela 1984 de George Orwell (aunque fue escrita diez años antes) y Un mundo feliz de Aldous Huxley. En la novela, un científico idealista llamado Leo Kall inventa la Kallocaína, una especie de suero de la verdad. Fue en 2016 nominada al premio Retro-Hugo a la mejor novela de ciencia ficción de 1941. En 2013, Carmen Montes recibió el Premio Nacional de Traducción por su traducción al español de la novela.
A su muerte le escribieron dos epitafios muy diferentes, el más conocido entre ellos es el poema Död amazon (Amazona muerta) del poeta Hjalmar Gullberg, en el cual se la muestra como "muy oscura y con grandes ojos". El otro fue escrito por su amigo cercano Ebbe Linde titulado Död kamrad (Amiga muerta). En este no se la retrata como a una amazona, sino como a una persona normal, pequeña y gris en la muerte, liberada de batallas y dolores.

## Reconocimientos
- En 2004 se le puso el nombre Biblioteca Karin Boye a una de las secciones de la biblioteca de la Universidad de Uppsala en su honor
- La asociación literaria Karin Boye Sällskapet (La Sociedad Karin Boye) fue fundada en 1983 y se dedica a mantener viva la obra de Boye difundiéndola a nuevos lectores
- El municipio de Huddinge ha establecido en su honor y memoria el Premio literario de Karin Boye (Karin Boyes litterära pris)